# El espejo (cuento de Haruki Murakami)
El Espejo. Cuento de Haruki Murakami, incluido en el libro Sauce ciego, mujer dormida y publicado en 1990. El título original de la novela en japonés es "Higami".

## Trama
El narrador, en lo que parece ser una reunión social, accede a contar un hecho terrorífico que le ocurrió hace 20 años como vigilante nocturno en un colegio de primaria en una zona rural de Japón. 